# جوردن هايز
جوردن هايز هي ممثلة كندية، ولدت في 14 يونيو 1987 بمونتريال في كندا.

## أعمال

### أفلام
- (2013) ماذا لو[5]

### مسلسلات
- التحليق إلى المجهول

## وصلات خارجية
- جوردن هايز على موقع IMDb (الإنجليزية)
- جوردن هايز على موقع ألو سيني (الفرنسية)
- جوردن هايز على موقع أول موفي (الإنجليزية)
- جوردن هايز على موقع قاعدة بيانات الفيلم (الإنجليزية)
- جوردن هايز على موقع كينوبويسك (الروسية)